# Готфрід VI (герцог Нижньої Лотарингії)
Готфрід VI  (нім. Gottfried VI.; бл. 1110 — 13 червня 1142) — 8-й граф Лувена в 1139—1142 роках (як Готфрід II), 3-й ландграф Брабанту і граф Брюсселя (як Готфрід II) в 1139—1142 роках, маркграф Антверпену в 1139—1142 роках (як Готфрід VI) герцог Нижньої Лотарингії в 1139—1142 роках (як Готфрід VI, але з врахуванням віцегерцога Готфріда — рахується Готфрідом VII).

## Життєпис
Походив з Лувенського дому. Старший син Готфріда V, герцога Нижньої Лотарингії, та Іди фон Шині. Народився близько 1110 року в Левені. Брав участь у походах батька, насамперед проти Валерана I, герцога Лімбурзького.
З 1136 року стає співправителем батька в Лувенському графстві. Після смерті імператора Лотаря II в 1137 році новий король Конрад III Гогенштауфен, давній союзник Готфріда V, передав герцогство Нижня Лотарингія (його було відібрано у нього й передано Валерану I в 1128 році) знову Лувенському дому — Готфріду, оскільки його батько все був немічний. Готфрід VI боровся з Валераном до 1139 року, коли той помер. На цей час Нижня Лотарингія розпалася на декілька великих володінь, а титул став номінальним. Втім він підкреслював першість та перевагу того, хто ним володів над іншими графами і герцогами Нижньої Лотарингії.
1139 року оженився на представниці баварського роду Зульцбахів, сестра якої була дружиною Конрада III. В тому ж році почалися так звані Гримбергенські війни — конфлікт з сеньйорами Гримбергена. Невдовзі також після смерті батька успадкував графство Лувен, ландграфство Брабант.
Зумів відбити спробу Генріха II, герцога Лімбурзького, захопити Нижню Лотарингію. 1140 року остаточно закріплено за Готфрідом VI титул герцога Нижньої Лотарингії. У 1142 році він помер від хвороби печінки. Його поховали в церкві Святого Петера в Левені. Спадкував син Готфрід.

## Родина
Дружина — Луітгарда, донька графа Беренгара II Зульцбаського
Діти:
- Готфрід (1141/1142—1190), граф Лувена, герцог Нижньої Лотарингії